# Charterginus fulvus
Charterginus fulvus är en getingart som beskrevs av Fox 1904. Charterginus fulvus ingår i släktet Charterginus och familjen getingar. Inga underarter finns listade i Catalogue of Life.